# Krokvåg
Krokvåg is een plaats in de gemeente Ragunda in het landschap Jämtland en de provincie Jämtlands län in Zweden. De plaats heeft 74 inwoners (2005) en een oppervlakte van 46 hectare. De plaats ligt vlak bij, maar niet aan, de rivier de Indalsälven.